# Narodni park Toubkal
Narodni park Toubkal je narodni park v gorovju Visoki Atlas, 70 kilometrov od Marakeša v osrednjem Maroku. Ustanovljen je bil leta 1942 in obsega 380 km2. Džebel Toubkal je najvišji vrh parka s 4167 metri.

## Glavne znamenitosti
Narodni park Toubkal obiskovalcem ponuja številne zanimivosti. Vzpon na gorski vrh traja dva dni in spomladi ponuja cvetoče pokrajine ter jeseni pisane gozdove ceder, hrastov in brinov. Berberska vas Imlil, obdana z gorami, je postajališče za potopitev v preprosto življenje prebivalcev. Ekomuzej narodnega parka Toubkal prikazuje zgodovino parka in tekoče projekte o trajnosti in zaščiti ogroženih vrst.

## Arheološka najdišča
Oktobra 2012 so salafiste obtožili uničenja 8000 let starega petroglifa v parku, ki je upodabljal Sonce kot božanstvo.

## Geografija

### Pomembno območje za ptice
BirdLife International je park razglasil za pomembno območje za ptice (IBA), ker podpira znatne populacije afriške kotorne (Alectoris barbara), atlaške žolne (Picus vaillantii), Curruca iberiae, žametne penice (Curruca melanocephala), Curruca conspicillata in atlaške penice (Curruca deserticola), maroškega pogorelčka (Phoenicurus moussieri) ter Oenanthe hispanica in Oenanthe leucura.

### Gore
V parku so naslednje gore:
- Džebel Toubkal (4167 m)
- Ouanoukrim (4089 m )
- Plateau de Tazarhart (3995 m)
- L'Aksoual ( 3910 m)
- Ineghmar (3892 m)
- Bou Iguenouane (3882m)
- Le Tichki (3753 m)
- Azrou Tamadout (3664 m)